# Lunde
För andra betydelser, se Lunde (olika betydelser).
Lunde är en tätort i Kramfors kommun, Västernorrlands län. Orten är känd för Ådalshändelserna 1931.

## Historia

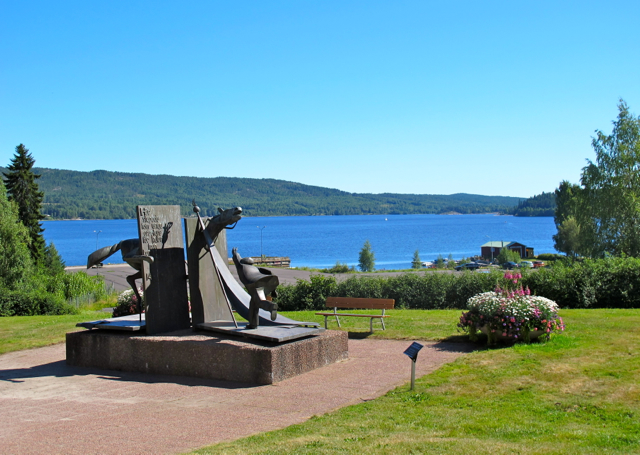
Minnesplatsen för Ådalshändelserna i Lunde.

I och med industrialiseringen av Ådalsområdet på 1850-talet kom Lunde att bli något av en centralort då en tullstation anlades i samhället för ankommande skutor som skulle vidare upp i älven för att lossa och lasta ny last. Platsen blev en centralort för en rad stuvare och hamnarbetare eller sjåare som det hette då de sökte sin utkomst i lastning och lossning av båtarna som kom in. Hit kom folk från större delen av Sverige men även från Norge och Finland för att få tillfälliga eller längre "påhugg".
I Lunde inträffade 14 maj 1931 de så kallade Ådalshändelserna. Militären sköt då ihjäl fyra män som gick i ett demonstrationståg samt en kvinna som tittade på demonstrationen.
I Lunde rasade den ännu inte färdigbyggda Sandöbron klockan 16.40 den 31 augusti 1939. 18 personer som befann sig på brospannet omkom vid katastrofen, som dock försvann i mediabruset kring andra världskrigets utbrott dagen därpå. En andra Sandöbro byggdes sedan upp och invigdes 1943 av kung Gustaf V. Sandöbron blev med sitt spann på 264 meter världens största betongbro fram till 1964. Brons höjd är 42 meter. Bron var under en tid i dåligt skick, men återinvigdes 2003 efter en omfattande renovering.

### Befolkningsutveckling
| Befolkningsutvecklingen i Lunde 1950–2020 | Befolkningsutvecklingen i Lunde 1950–2020 | Befolkningsutvecklingen i Lunde 1950–2020 | Befolkningsutvecklingen i Lunde 1950–2020 | Befolkningsutvecklingen i Lunde 1950–2020 |
| ----------------------------------------- | ----------------------------------------- | ----------------------------------------- | ----------------------------------------- | ----------------------------------------- |
|                                           |                                           |                                           |                                           |                                           |
| År                                        |                                           |                                           | Folkmängd                                 | Areal (ha)                                |
| 1950                                      | 1950                                      |                                           | 768                                       |                                           |
| 1960                                      | 1960                                      |                                           | 715                                       |                                           |
| 1965                                      | 1965                                      |                                           | 727                                       |                                           |
| 1970                                      | 1970                                      |                                           | 613                                       |                                           |
| 1975                                      | 1975                                      |                                           | 514                                       |                                           |
| 1980                                      | 1980                                      |                                           | 491                                       |                                           |
| 1990                                      | 1990                                      |                                           | 517                                       | 137                                       |
| 1995                                      | 1995                                      |                                           | 491                                       | 137                                       |
| 2000                                      | 2000                                      |                                           | 436                                       | 137                                       |
| 2005                                      | 2005                                      |                                           | 431                                       | 137                                       |
| 2010                                      | 2010                                      |                                           | 399                                       | 137                                       |
| 2015                                      | 2015                                      |                                           | 365                                       | 130                                       |
| 2020                                      | 2020                                      |                                           | 335                                       | 129                                       |
|                                           |                                           |                                           |                                           |                                           |

## Samhället
I Lunde ligger bland annat Wästerlunds konditori och Ådalens veteranbilsmuseum.